# IWGPヘビー級王座
IWGPヘビー級王座（IWGPヘビーきゅうおうざ）は、新日本プロレスが管理、認定していた王座。

## 概要
IWGPは元々は「International Wrestling Grand Prix」というリーグ戦を意味するものであったが、1987年に開催された第5回「IWGPリーグ戦」の優勝者であるアントニオ猪木を初代チャンピオンとして防衛戦が行われ、2021年3月4日まで継承されていた。
タイトル制定以降、IWGPインターコンチネンタル王座との統一によりIWGP世界ヘビー級王座が創立されるまで、新日本プロレスを象徴する同団体で最も権威のあるチャンピオンベルトとされていた。デザインは初代から4代目まであり、初代は1983年の第1回IWGPリーグ戦開催にあたって作成され優勝したハルク・ホーガンが初めて巻き、1997年まで使用されたが、旗揚げ25周年を迎えたことを機に一新された。
2001年3月25日にPRIDE.13のリング上でアントニオ猪木から初代ベルト王者として指名を受けた藤田和之と、2代目のベルトを継承していた第28代王者スコット・ノートンとの間で4月9日に大阪ドームで「IWGP新旧ベルト統一戦」が行われ、この一戦に勝利した藤田が2本のベルトを獲得したが、年末に練習中に右アキレス腱を断裂。2002年1月4日、防衛戦ができずに2本のベルトを猪木に返上。
その後、2代目のベルトを使用していたが、2005年7月11日、通算最多防衛記録を持つ橋本真也が死亡。天山広吉に勝利して再び王者となった藤田が、橋本の功績を称え、橋本家に2代目ベルトを贈呈することになり、新デザインを作成。9月30日にサイモン・ケリー猪木新社長就任披露パーティーにて米国で制作された3代目のベルトが藤田に授与された。10月8日東京ドームでブロック・レスナーが獲得。その後、剥奪することになったが返還されることなく、新王者となった棚橋弘至が2代目ベルトを代用。
3代目ベルトは、その後、IGF旗揚げ興行で新日本とは無関係に行われた防衛戦でレスナーを下したカート・アングルに渡ったが、2008年に第48代王者の中邑真輔がカートとのベルト統一戦に勝利して奪還に成功。3月2日、プロレスリングZERO1-MAX後楽園ホールのリングに上がり、佐藤耕平に勝利。試合後、橋本家に2代目ベルトを贈呈。その後イメージ刷新のため4代目ベルトが制作された。
2021年3月1日、菅林直樹会長よりIWGPヘビー級王座とIWGPインターコンチネンタル王座を統一し、IWGP世界ヘビー級王座を創立することが発表され、3月4日のIWGPインターコンチネンタル王座とのダブル選手権試合に勝利した飯伏幸太が初代IWGP世界ヘビー級王者に認定された。IWGP世界ヘビー級王座創立時はまだベルトが完成しておらず、初代王者の飯伏は二冠王者時代と同様にIWGPヘビー級王座とIWGPインターコンチネンタル王座の両ベルトを引き続き保持していたが、のちにベルトが完成し、3月30日の贈呈式でIWGPヘビー級王座とIWGPインターコンチネンタル王座の両ベルトが新日本プロレスに返還された。
新日本プロレスリング認定の「プロレスリング競技者規約 IWGP各選手権ルール」第2条第1項によって体重100kg以上の選手を対象としている。しかし、2007年2月18日に棚橋弘至の持つ王座に金本浩二が挑戦したほか、現在も体重が100kgに満たない選手の挑戦があり、1996年に王座に就いた髙田延彦や2018年に王座に就いたケニー・オメガ、2021年に王座に就いた飯伏幸太は100kg未満のジュニアヘビー級の選手である。現在は事実上体重の制限はなくなったと考えられ、2020年の日刊スポーツの報道では正式に「現在制限はなし」と記述された。
2021年、G1 CLIMAX31優勝者のオカダ・カズチカが、「統一により封印されたIWGPヘビー級のベルトを翌年1月4日東京ドーム大会でのIWGP世界ヘビー級王座挑戦権利証として持ち、飯伏幸太の復活を待つ」として、一時的に権利証の代わりではあるが復刻。なお、権利証の扱いの為、IWGPヘビー級王者という呼称はされない。

## IWGPリーグ戦歴代王者
| 歴代  | チャンピオン     | 戴冠回数 | 防衛回数 | 日付          | 場所       |
| ----- | ---------------- | -------- | -------- | ------------- | ---------- |
| 初代  | ハルク・ホーガン | 1        | 2        | 1983年6月2日  | 蔵前国技館 |
| 第2代 | アントニオ猪木   | 1        | 2        | 1984年6月14日 | 蔵前国技館 |
| 第3代 | アントニオ猪木   | 2        | 0        | 1986年6月19日 | 両国国技館 |

## 歴代王者
| 初代                       | アントニオ猪木       | 1 | 4  | 1987年6月12日  | 両国国技館                     |
| 第2代                      | 藤波辰巳             | 1 | 1  | 1988年5月8日   | 有明コロシアム                 |
| 第3代                      | 藤波辰巳             | 2 | 7  | 1988年6月24日  | 大阪府立体育会館               |
| 第4代                      | ビッグバン・ベイダー | 1 | 0  | 1989年4月24日  | 東京ドーム                     |
| 第5代                      | サルマン・ハシミコフ | 1 | 0  | 1989年5月25日  | 大阪城ホール                   |
| 第6代                      | 長州力               | 1 | 0  | 1989年7月12日  | 大阪府立体育会館               |
| 第7代                      | ビッグバン・ベイダー | 2 | 4  | 1989年8月10日  | 両国国技館                     |
| 第8代                      | 長州力               | 2 | 1  | 1990年8月19日  | 両国国技館                     |
| 第9代                      | 藤波辰爾             | 3 | 0  | 1990年12月26日 | 浜松アリーナ                   |
| 第10代                     | ビッグバン・ベイダー | 3 | 0  | 1991年1月17日  | 横浜文化体育館                 |
| 第11代                     | 藤波辰爾             | 4 | 3  | 1991年3月4日   | 広島サンプラザ                 |
| 第12代                     | 長州力               | 3 | 4  | 1992年1月4日   | 東京ドーム                     |
| 第13代                     | グレート・ムタ       | 1 | 5  | 1992年8月16日  | 福岡国際センター               |
| 第14代                     | 橋本真也             | 1 | 4  | 1993年9月20日  | 愛知県体育館                   |
| 第15代                     | 藤波辰爾             | 5 | 0  | 1994年4月4日   | 広島県立総合体育館             |
| 第16代                     | 橋本真也             | 2 | 9  | 1994年5月1日   | 福岡ドーム                     |
| 第17代                     | 武藤敬司             | 2 | 5  | 1995年5月3日   | 福岡ドーム                     |
| 第18代                     | 高田延彦             | 1 | 1  | 1996年1月4日   | 東京ドーム                     |
| 第19代                     | 橋本真也             | 3 | 7  | 1996年4月29日  | 東京ドーム                     |
| 第20代                     | 佐々木健介           | 1 | 3  | 1997年8月31日  | 横浜アリーナ                   |
| 第21代                     | 藤波辰爾             | 6 | 2  | 1998年4月4日   | 東京ドーム                     |
| 第22代                     | 蝶野正洋             | 1 | 0  | 1998年8月8日   | 大阪ドーム                     |
| 第23代                     | スコット・ノートン   | 1 | 4  | 1998年9月23日  | 横浜アリーナ                   |
| 第24代                     | 武藤敬司             | 3 | 5  | 1999年1月4日   | 東京ドーム                     |
| 第25代                     | 天龍源一郎           | 1 | 0  | 1999年12月10日 | 大阪府立体育会館               |
| 第26代                     | 佐々木健介           | 2 | 5  | 2000年1月4日   | 東京ドーム                     |
| 第27代                     | 佐々木健介           | 3 | 1  | 2001年1月4日   | 東京ドーム                     |
| 第28代                     | スコット・ノートン   | 2 | 0  | 2001年3月17日  | 愛知県体育館                   |
| 第29代                     | 藤田和之             | 1 | 2  | 2001年4月9日   | 大阪ドーム                     |
| 第30代                     | 安田忠夫             | 1 | 1  | 2002年2月16日  | 両国国技館                     |
| 第31代                     | 永田裕志             | 1 | 10 | 2002年4月5日   | 東京武道館                     |
| 第32代                     | 高山善廣             | 1 | 3  | 2003年5月2日   | 東京ドーム                     |
| 第33代                     | 天山広吉             | 1 | 0  | 2003年11月3日  | 横浜アリーナ                   |
| 第34代                     | 中邑真輔             | 1 | 1  | 2003年12月9日  | 大阪府立体育会館               |
| 第35代                     | 天山広吉             | 2 | 1  | 2004年2月15日  | 両国国技館                     |
| 第36代                     | 佐々木健介           | 4 | 0  | 2004年3月12日  | 国立代々木競技場第二体育館     |
| 第37代                     | ボブ・サップ         | 1 | 1  | 2004年3月28日  | 両国国技館                     |
| 第38代                     | 藤田和之             | 2 | 1  | 2004年6月5日   | 大阪府立体育会館               |
| 第39代                     | 佐々木健介           | 5 | 2  | 2004年10月9日  | 両国国技館                     |
| 第40代                     | 天山広吉             | 3 | 0  | 2004年12月12日 | 愛知県体育館                   |
| 第41代                     | 小島聡               | 1 | 1  | 2005年2月20日  | 両国国技館                     |
| 第42代                     | 天山広吉             | 4 | 1  | 2005年5月14日  | 東京ドーム                     |
| 第43代                     | 藤田和之             | 3 | 0  | 2005年7月18日  | 月寒グリーンドーム             |
| 第44代                     | ブロック・レスナー   | 1 | 3  | 2005年10月8日  | 東京ドーム                     |
| 第45代                     | 棚橋弘至             | 1 | 4  | 2006年7月17日  | 月寒グリーンドーム             |
| 第46代                     | 永田裕志             | 2 | 2  | 2007年4月13日  | 大阪府立体育会館               |
| 第47代                     | 棚橋弘至             | 2 | 1  | 2007年10月8日  | 両国国技館                     |
| 第48代                     | 中邑真輔             | 2 | 2  | 2008年1月4日   | 東京ドーム                     |
| 第49代                     | 武藤敬司             | 4 | 4  | 2008年4月27日  | 大阪府立体育会館               |
| 第50代                     | 棚橋弘至             | 3 | 3  | 2009年1月4日   | 東京ドーム                     |
| 第51代                     | 中西学               | 1 | 0  | 2009年5月6日   | 後楽園ホール                   |
| 第52代                     | 棚橋弘至             | 4 | 1  | 2009年6月20日  | 大阪府立体育会館               |
| 第53代                     | 中邑真輔             | 3 | 6  | 2009年9月27日  | ワールド記念ホール             |
| 第54代                     | 真壁刀義             | 1 | 3  | 2010年5月3日   | 福岡国際センター               |
| 第55代                     | 小島聡               | 2 | 1  | 2010年10月11日 | 両国国技館                     |
| 第56代                     | 棚橋弘至             | 5 | 11 | 2011年1月4日   | 東京ドーム                     |
| 第57代                     | オカダ・カズチカ     | 1 | 2  | 2012年2月12日  | 大阪府立体育会館               |
| 第58代                     | 棚橋弘至             | 6 | 7  | 2012年6月16日  | 大阪府立体育会館               |
| 第59代                     | オカダ・カズチカ     | 2 | 8  | 2013年4月7日   | 両国国技館                     |
| 第60代                     | AJスタイルズ         | 1 | 2  | 2014年5月3日   | 福岡国際センター               |
| 第61代                     | 棚橋弘至             | 7 | 1  | 2014年10月13日 | 両国国技館                     |
| 第62代                     | AJスタイルズ         | 2 | 1  | 2015年2月11日  | 大阪府立体育会館               |
| 第63代                     | オカダ・カズチカ     | 3 | 3  | 2015年7月5日   | 大阪城ホール                   |
| 第64代                     | 内藤哲也             | 1 | 1  | 2016年4月10日  | 両国国技館                     |
| 第65代                     | オカダ・カズチカ     | 4 | 12 | 2016年6月19日  | 大阪城ホール                   |
| 第66代                     | ケニー・オメガ       | 1 | 3  | 2018年6月9日   | 大阪城ホール                   |
| 第67代                     | 棚橋弘至             | 8 | 0  | 2019年1月4日   | 東京ドーム                     |
| 第68代                     | ジェイ・ホワイト     | 1 | 0  | 2019年2月11日  | 大阪府立体育会館               |
| 第69代                     | オカダ・カズチカ     | 5 | 5  | 2019年4月7日   | マディソン・スクエア・ガーデン |
| 第70代                     | 内藤哲也             | 2 | 1  | 2020年1月5日   | 東京ドーム                     |
| 第71代                     | EVIL                 | 1 | 1  | 2020年7月12日  | 大阪城ホール                   |
| 第72代                     | 内藤哲也             | 3 | 1  | 2020年8月29日  | 明治神宮野球場                 |
| 第73代                     | 飯伏幸太             | 1 | 3  | 2021年1月4日   | 東京ドーム                     |
| IWGP世界ヘビー級王座に統一 |                      |   |    |                |                                |

## IGF版歴代王者
| 歴代   | チャンピオン       | 防衛回数 | 日付          | 場所       |
| ------ | ------------------ | -------- | ------------- | ---------- |
| 第44代 | ブロック・レスナー | 3        | 2005年10月8日 | 東京ドーム |
| 第45代 | カート・アングル   | 2        | 2007年6月29日 | 両国国技館 |
| 第46代 | 中邑真輔           | 0        | 2008年2月17日 | 両国国技館 |

## 主な記録
- 最多戴冠回数：8回 - 棚橋弘至（第45・47・50・52・56・58・61・67代）
- 最多連続防衛回数：12回 - オカダ・カズチカ（第65代）
- 最多通算防衛回数：30回 - オカダ・カズチカ
- 最長保持期間：720日 - オカダ・カズチカ（第65代）
- デビュー最短戴冠記録：32日 - サルマン・ハシミコフ（第5代）
- 最年長戴冠記録：49歳10か月 - 天龍源一郎（第25代）
- 最年少戴冠記録：23歳9か月 - 中邑真輔（第34代）
- 最年長外国人戴冠記録：37歳3か月 - スコット・ノートン（第28代）
- 最年少外国人戴冠記録：26歳4か月 - ジェイ・ホワイト（第68代）
- 三冠ヘビー級王座との同時戴冠：小島聡（第41代）
- 史上初IWGPインターコンチネンタル王座との同時戴冠：内藤哲也（第70代）
- IWGPヘビー級王座、IWGPタッグ王座、IWGPジュニアヘビー級王座、IWGPジュニアタッグ王座の4大王座戴冠：飯伏幸太（第73代）

## チャンピオンベルトのデザイン
1997年に橋本真也の保持の際に制作費3500万の2代目チャンピオンベルトになった（初代チャンピオンベルトは創設者のアントニオ猪木に寄贈）。
2005年10月8日から3代目チャンピオンベルトになったが、保持していたブロック・レスナーが防衛戦を行わないまま持ち帰ってしまっため、しばらくは2代目チャンピオンベルトを代用していた。
2008年にレスナーから勝利して非公式で3代目チャンピオンベルトを保持していたカート・アングルと正式王者の中邑のタイトルマッチで中邑が勝ち4代目チャンピオンベルトの誕生となる（2代目チャンピオンベルトは、そのチャンピオンベルトを初めて保持した橋本真也の家族に寄贈して橋本大地が受け取っている）。なお、4代目チャンピオンベルトは3代目チャンピオンベルトを少し改良したデザインになっている。